# Iznutrice
Iznutrice koje se nazivaju i raznovrsnim mesom, drobom ili mesom organa su utroba (unutrašnji organi) iskasapljene životinje. Reč se ne odnosi na određeni spisak jestivih organa, što se razlikuje među kulturama i regionima, već obuhvata većinu unutrašnjih organa i isključuje mišiće i kosti. Drobovi se takođe mogu odnositi na nusproizvode mlevenog zrna, kao što su kukuruz ili pšenica.
Neke kulture smatraju upotrebu iznutrica za hranu tabu temom, dok druge koriste iznutrice u svakodnevnoj ishrani ili u delikatesima. Određena jela od iznutrica - uključujući fua gra, paštete i slatko meso - u kulinarstvu se međunarodno smatraju gurmanskom hranom. Ostale su deo tradicionalne regionalne kuhinje i mogu se konzumirati posebno u kontekstu raznih praznika. Ovo uključuje škotske hagise, jevrejsku seckanu jetru, američke čiterlinge, meksički menudo, kao i mnoga druga jela. S druge strane, creva se tradicionalno koriste kao omot za kobasice.
Zavisno od konteksta, unutrice se mogu odnositi samo na one delove životinjskog trupa koji se odbacuju nakon kasapljenja mesa ili skidanja kože; iznutrice koje se ne koristi direktno za ljudsku ili životinjsku hranu često se prerađuju u napravi za kafileriju, stvarajući materijal koji se koristi za đubrivo ili gorivo; ili se u nekim slučajevima mogu dodavati komercijalno proizvedenoj hrani za kućne ljubimce. U ranijim vremenima, mafijaši su ponekad bacali drobove i drugo smeće na osuđene kriminalce kao iskazivanje javnog negodovanja.

## Pitanja zdravlja i bezbednosti hrane
Iznutrice pojedinih životinja nisu bezbedne za konzumiranje:
- Unutrašnji organi naduvane ribe fugu su vrlo toksični - u Japanu, fugu mogu pripremiti samo obučeni kuvarski majstori, koji rade pod krajnje strogim propisima, sanitarnim uslovima i licenciranjem. Čak je i rezidualni deo fugu toksina može biti fatalan.[4]
- Jetra polarnog medveda nije bezbedna za jelo, jer sadrži visoku koncentraciju vitamina A i može izazvati hipervitaminozu A, koja je opasan poremećaj. To je prepoznato od najmanje 1597. godine kada je Gerit de Vir u svom dnevniku napisao da su, dok su se zimi nalazili u utočištu u Novoj Zemlji, on i njegovi ljudi postali teško bolesni nakon konzumacije jetre od polarnog medveda. Jetra perijara ima sličnu toksičnost,[5] kao i pseća jetra.[6]
- Creva pojedinih životinja imaju veliku količinu koliformnih bakterija i potrebno ih je temeljito oprati i skuvati da bi bila bezbedna za jelo.
- Tkivo živčanog sistema može biti kontaminirano TSE prionima, koji izazivaju goveđu spongiformnu encefalopatiju (BSE, „bolest ludih krava”); u nekim nadležnostima su proizvodi koji sadrže goveđe nervno tkivo klasifikovani kao materijal sa specifičnim rizikom i podležu posebnim propisima.[7]
- Iznutrice sa visokim sadržajem purina mogu dovesti do akutnog napada gihta kod obolelih od te bolesti.[8]
- Određene tipovi iznutrica, uključujući bubrege, želudac, creva, srce, jezik i jetru, mogu imati veoma visoke sadržaje holesterola i zasićenih masti. [9][10][11][12][13]
- Praksa da se na farmama i rančevima psi hrane sirovim iznutricama može dovesti do širenja ehinokokoze, potencijalno fatalne parazitske bolesti životinja, uključujući i ljude.

## Literatura
- Edwards, Nina (2013). Offal: A Global History. London: Reaktion Books. ISBN 9781780230979. OCLC 809911205.
- Helou, Anissa (2011). Offal: The Fifth Quarter (revised изд.). Bath, England: Absolute Press. ISBN 9781906650551. OCLC 751861350.
- Helou, Anissa (2004). The Fifth Quarter: An Offal Cookbook. Bath, England: Absolute Press. ISBN 9781904573210. OCLC 56650909.
- McLagan, Jennifer (2011). Odd Bits: How to Cook the Rest of the Animal. Berkeley, Calif.: Ten Speed Press. ISBN 9781580083348. OCLC 694832866.
- Darra Goldstein (1999). A Taste of Russia: A Cookbook of Russian Hospitality. Russian Information Service. ISBN 9781880100424. Приступљено 12. 10. 2017.
- Молоховец, Елена (1861). Подарок молодым хозяйкам (на језику: руски). Санкт-Петербург., English translation: Joyce Stetson Toomre (1998). Classic Russian Cooking: Elena Molokhovets' a Gift to Young Housewives. Indiana University Press. ISBN 978-0-253-21210-8.
- Jones, Paul Anthony (2018). Around the World in 80 Words: a journey through the english language. [S.l.]: ELLIOTT & THOMPSON LIMITED. ISBN 9781783964000. OCLC 1041518889.
- Spencer, Colin (2003). British Food: An Extraordinary Thousand Years of History. New York City: Columbia University Press. ISBN 9780231131100.
- Craig-Atkins, Elizabeth; Jervis, Ben; Cramp, Lucy; Hammann, Simon; Nederbragt, Alexandra J.; Nicholson, Elizabeth; Taylor, Allie Rae; Whelton, Helen; Madgwick, Richard (2020-07-06). „The dietary impact of the Norman Conquest: A multiproxy archaeological investigation of Oxford, UK”. PLOS ONE (на језику: енглески). 15 (7): e0235005. Bibcode:2020PLoSO..1535005C. ISSN 1932-6203. PMC 7337355 . PMID 32628680. doi:10.1371/journal.pone.0235005 .
- Lipkowitz, Ina (2011-07-05). Words to Eat By: Five Foods and the Culinary History of the English Language (на језику: енглески). Macmillan. ISBN 978-1-4299-8739-4.
- Addyman, Mary; Wood, Laura; Yiannitsaros, Christopher (eds). (2017) Food, Drink, and the Written Word in Britain, 1820–1945, Taylor & Francis.
- Brears, P (2008). Cooking and Dining in Medieval England.
- Burnett, John. "Plenty and Want: The Social History of English Diet", History Today (April 1964) 14.3 pp. 223–233
- Burnett, John (1979). Plenty and want: a social history of diet in England from 1815 to the present day (2nd изд.).
- Burnett, John (2016). England eats out: a social history of eating out in England from 1830 to the present. Routledge..
- Collingham, Lizzy (2018). The Hungry Empire: How Britain's Quest for Food Shaped the Modern World. Vintage. ISBN 978-0099586951.
- Collins, E. J. T. (1975) "Dietary change and cereal consumption in Britain in the nineteenth century." Agricultural History Review 23.2, pp. 97–115.
- Davidson, Alan (2014) [1999]. The Oxford Companion to Food (Third изд.). Oxford: Oxford University Press. ISBN 978-0-19967-733-7.
- Dickson Wright, Clarissa (2011). A History of English Food. Random House. ISBN 978-1-905-21185-2.
- Green, Kate & Bryan, Melanie (2020) "Around Britain in 50 Foods"; in: Country Life; February 12, 2020, pp. 36–41.
- Harris, Bernard; Floud, Roderick; Hong, Sok Chul. (2015) "How many calories? Food availability in England and Wales in the eighteenth and nineteenth centuries". Research in Economic History.. pp. 111–191.
- Hartley, Dorothy (2009) [1954 (Macdonald)]. Food in England: A complete guide to the food that makes us who we are. Piatkus. ISBN 978-0-74994-215-1.
- Lehmann, Gilly (2003). The British Housewife. Prospect Books.
- Panayi, Panikos (2010) [2008]. Spicing Up Britain. Reaktion Books. ISBN 978-1-86189-658-2.
- Woolgar. C. N. (2016) The Culture of Food in England, 1200–1500. Yale University Press..
- Otter, Chris (2012). „The British Nutrition Transition and its Histories”. History Compass. 10 (11): 812—825. doi:10.1111/hic3.12001.
- Clerc, Louis; Glover, Nikolas; Jordan, Paul, eds (2015). Histories of Public Diplomacy and Nation Branding in the Nordic and Baltic Countries: Representing the Periphery. Brill Nijhoff. ISBN 978-90-04-30548-9.. ). 348 pp. . online review
- Elmgren, Ainur and Norbert Götz (eds.). Theme issue "Power Investigation: The Political Culture of Nordic Self-Understanding". Journal of Contemporary European Studies 21 (2013) 3: 338–412.
- Götz, Norbert and Heidi Haggrén (eds.). Regional Cooperation and International Organizations: The Nordic Model in Transnational Alignment. London: Routledge, 2009.
- Götz, Norbert and Carl Marklund (eds.). The Paradox of Openness: Transparency and Participation in Nordic Cultures of Consensus. Leiden: Brill, 2015.
- Kjellberg, Anders (2022) The Nordic Model of Industrial Relations. Lund: Department of Sociology.
- Strang, Johan (ed.). Nordic Cooperation: A European Region in Transition. London: Routledge, 2016.
- Laurence, Janet (2007). The food and cooking of Norway : traditions, ingredients, tastes, techniques and over 60 classic recipes. London: Aquamarine. ISBN 978-1-903141-47-2. OCLC 76798967.
- „Ingen stor suksess for Toros "Meksikansk gryte" i Mexico” (на језику: норвешки букмол). 15. 4. 2016. Приступљено 10. 1. 2021.
- „Reinsdyrkaker 500 g” (на језику: норвешки букмол). Архивирано из оригинала 22. 4. 2021. г. Приступљено 23. 4. 2021.